# Borisz Fjodorovics Lapin
Borisz Fjodorovics Lapin, Бори́с Фёдорович Ла́пин (Irkutszk, 1934. szeptember 5. – Irkutszk, 2005. június 4.) orosz tudományos-fantasztikus író, forgatókönyvíró, szerkesztő.

## Élete
Az Irkutszki Egyetem filológia karán szerzett diplomát 1957-ben, ezután a Kelet-Szibériai Híradó forgatókönyvírójaként, szerkesztőjeként, végül főszerkesztőjeként dolgozott. 1974 és 1979 közt a Сибирь című folyóirat főszerkesztője volt. 1984-ben aláírta a Hetvennégyek levele című kiáltványt, amely a Szovjet Írószövetség felbomlásához vezetett.
Első írását 1952-ben publikálta Irkutszkban, a Советская молодёжь című lapban. Első költeményei a Молодая Ангара (1955) című gyűjteményben jelentek meg. Az 1960-as évek közepén fordult a tudományos-fantasztikus műfaj felé. Első ilyen jellegű írása a Мы встретимся здесь завтра című novella volt 1964-ben megjelent Сын своего отца című kötetében. Későbbi fantasztikus írásait a Кратер Ольга (1968), a Под счастливой звездой (1978), a Первый итог (1985) és a Ничьи дети (1985) című gyűjteményekben publikálta.   
Первая звёздная (1973) című elbeszélése komoly vitákat váltott ki. A történet egy "csillaghajóról" szól, amelyen generációk váltják egymást, s amelyről kiderül: csupán egy űrhajó utánzata, s az "űrhajósok" csupán egy évtizedeken át tartó kísérlet részei, de ők nem tudnak erről. A kritikusok különösen felháborodtak azon, hogy a szerző meglehetősen pozitívan ír egy ilyen kísérletről. A novella magyar nyelven is megjelent a Metagalaktika 2. számában 1981-ben Az első csillagexpedíció címen.   
Lapin az 1990-es években visszatért a hagyományos prózához, számos detektívtörténetet írt (Окнами в тайгу, valamint a Дела и дни Аркадия Старухин című sorozat), írt lírai történetet Любовь-разлука, северный вариант címmel, valamint feldolgozta Viktor Petrovics Asztafjev életét. 2004-ben jelent meg Рассоха című kötete, amely a modern szibériai életről írt kisregényeit és elbeszéléseit tartalmazza.  
Forgatókönyveiből több dokumentumfilm is készült. Разноцветье-разнотравье című elbeszéléséből készült a На берегу большой реки című játékfilm (1980). Клавдюшка című elbeszéléséből Гарем Степана Гуслякова címen készült film 1990-ben.

## Magyarul megjelent művei
- Az első csillagexpedíció (novella, Metagalaktika 2., 1981)
- Dis kimérái (novella, Galaktika 39., 1980)
- Tíz év múlva (novella, Galaktika 113., 1990)

## Fordítás
- Ez a szócikk részben vagy egészben  a(z)   Лапин, Борис Фёдорович című orosz Wikipédia-szócikk ezen változatának fordításán alapul.  Az eredeti cikk szerkesztőit annak laptörténete sorolja fel. Ez a jelzés csupán a megfogalmazás eredetét és a szerzői jogokat jelzi, nem szolgál a cikkben szereplő információk forrásmegjelöléseként.